# Hypnotic Eye
Hypnotic Eye è il tredicesimo album discografico in studio del gruppo musicale rock statunitense Tom Petty and the Heartbreakers, pubblicato nel luglio 2014. Il disco è l'ultimo lavoro pubblicato della band prima della scomparsa di Tom Petty e ha raggiunto la prima posizione della classifica Billboard 200 vendendo 131 000 copie negli Stati Uniti soltanto nella prima settimana dalla sua uscita.
Lo stile di questo album segna un ritorno del gruppo alle sonorità blues rock dei primi due album Tom Petty and the Heartbreakers e You're Gonna Get It!

## Tracce
1. American Dream Plan B – 3:00
2. Fault Lines – 4:28
3. Red River – 3:59
4. Full Grown Boy – 3:26
5. All You Can Carry – 4:34
6. Power Drunk – 4:39
7. Forgotten Man – 2:48
8. Sins of My Youth – 3:49
9. U Get Me High – 4:11
10. Burnt Out Town – 3:05
11. Shadow People – 6:37
12. Playing Dumb (bonus track) – 4:13

## Formazione
Tom Petty and the Heartbreakers
- Tom Petty - voce, chitarra, basso
- Mike Campbell - chitarra
- Scott Thurston - chitarra a 12 corde, armonica, tamburello
- Benmont Tench - pianoforte, organo Hammond, mellotron, sintetizzatore, Fender Rhodes
- Ron Blair - basso
- Steve Ferrone - batteria, percussioni

## Classifiche
- Billboard 200 (Stati Uniti) - #1[3]
- Official Albums Chart (Regno Unito) - #7[4]